# Gazebo (cantor)
Paul Mazzolini (Beirute, Líbano, 18 de fevereiro de 1960), conhecido como Gazebo, é um músico libanês de origem italiana. Gazebo é melhor lembrado pelos seus singles "Masterpiece", "I Like Chopin" e "Lunatic".

## Biografia
Filho de um diplomata italiano e de uma cantora americana, foi figura de proa do Italo disco, movimento musical italiano dos anos 80 com o estilo do synthpop. Artistas como Baltimora, Matia Bazar, Giorgio Moroder, P. Lion, Scotch, Miko Mission, Den Harrow, Spagna e Silver Pozzoli fazem parte do Italo disco e synthpop italiano.
Paul viajou pelo mundo, aprendeu a tocar guitarra clássica em Paris, interessou-se, em Londres, pelo movimento punk, mas foi na Itália que construiu uma carreira dedicada à música eletrônica.
Na companhia do compositor Pier Luigi Giombini, iniciou a sua carreira musical com o single "Masterpiece", que foi um grande sucesso na Itália em 1982.
Gazebo ficou conhecido internacionalmente com a canção "I Like Chopin", que fez parte de seu álbum homônimo de estreia.

## Discografia

### Álbuns
- Gazebo (Baby Records, 1983)
- Telephone Mama (Baby Records, 1984)
- Univision (Carosello, 1985)
- The Rainbow Tales (Carosello, 1987)
- Sweet Life (Carosello, 1989)
- Scenes From The Broadcast (Lunatic, 1991)
- Portrait (Giungla-BMG Italy, 1994)
- Viewpoint (Softworks, 1997)
- Portrait & Viewpoint (Softworks, 2000)
- Tears for Galileo (CD Single Softworks, 2006)
- Ladies! (iTunes Softworks, 2007)

### Singles
Gazebo
- "Masterpiece" (1982; No. 2 Italy, No. 35 Germany, No. 5 Switzerland)
- "I Like Chopin" (1983; No. 1 Italy, No. 1 Germany, No. 1 Switzerland, No. 7 Netherlands, No. 1 Austria, No. 9 Japan)
- "Lunatic" (1983; No. 3 Italy, No. 4 Germany, No. 6 Switzerland, No. 13 Austria)
- "Gimmick!" (1983)
- "Love In Your eyes" (1983)

Telephone Mama
- "Telephone Mama" (1984; No. 10 Italy)
- "First!" (1984)
- "For Anita" (1985)

Univision
- "Trotsky Burger" (1986)
- "The Sun goes down on Milky Way" (1986)

Outros
- "Give me one day ... / Diamonds are forever" (1987)
- "Coincidence" (1988)
- "Dolce Vita" (1989)
- "Fire" (1991)
- "The 14 July" (1991)
- "I like Chopin 91" (remix) (1991)
- "Masterpiece 2K" (remix) (2000)
- "Tears For Galileo" (2006)
- "Ladies!" (2007)
- "Virtual Love" (2008)
- "Queen of Burlesque" (2011)
- "Blindness" (2015)
- "Wet Wings" (2016)